# Тихово
Тихово (пољ. Tychowo) је град у Пољској у Војводству Западно Поморје у Повјату бјалогардском. Према попису становништва из 2011. у граду је живело 2.497 становника.

## Демографија
| 2011. | 2012. |
| ----- | ----- |
| 2.497 | 2.542 |